# Улица Юра Алунана (Рига)
Улица Юра Алунана (латыш. Jura Alunāna iela) — улица в исторической части города Риги, в Центральном районе, в так называемом «тихом центре», или «посольском районе». Пролегает в северо-восточном направлении, параллельно улице Кришьяня Валдемара, от бульвара Калпака до улицы Элизабетес. В средней части пересекает улицу Андрея Пумпура; с другими улицами не пересекается. Общая длина улицы Юра Алунана составляет 243 метра.
На всём протяжении улица Юра Алунана асфальтирована, движение одностороннее (от бульвара Калпака к улице Элизабетес). Ширина проезжей части — 6—7 метров. Общественный транспорт по улице не курсирует.

## История
Название улицы связано с находившимся здесь до XVIII века госпиталем св. Георгия, в котором на добровольные подаяния рижан оказывали помощь больным и убогим. К 1870 году в районе нынешней улицы Алунана находились огороды этого госпиталя, и его администрация согласилась отдать эти участки под застройку. В 1871 году городская управа разделила эту территорию на 4 квартала двумя новыми улицами — ныне ул. Юра Алунана и ул. Андрея Пумпура). На планах города улица Алунана показана с 1876 года как Георгиевская улица (нем. Georgen Straße или Georgstraße, латыш. Jura (Jurģa) iela). 
В 1923 году улица получила современное название — в честь латышского языковеда, публициста и общественного деятеля Юриса Алунана. В годы немецкой оккупации носила имя немецкого полковника (впоследствии генерала) Отто Лаша, войска которого отличились при взятии Риги в 1941 году (нем. Oberst Lasch Straße, латыш. Pulkveža Laša iela). С 1944 года восстановлено название улица Юра Алунана, которое более не изменялось.
В 1920—1930-е годы на улице Алунана находились конторы многих производственных и торговых предприятий. В доме № 6 действовала фотолаборатория «Elva» и продовольственный магазин Ф. Рунциса.

## Застройка
Некоторые источники указывают, что в центре нынешней улицы некогда стояла деревянная церковь св. Георгия, сгоревшая в пожаре 1812 года. Однако на плане города 1803 года район улицы Алунана, как и его ближайшие окрестности, показаны незастроенными.
Застройка улицы сформировалась в конце XIX — начале XX века. Большинство зданий на улице Юра Алунана является охраняемыми памятниками архитектуры.
Нечётная сторона
- Дом № 1 — построен как жилой дом (1872—1873, архитектор Ф. В. Хесс), в настоящее время в здании расположен Конституционный суд Латвии[11].
- Дом № 3 — жилой дом (1897, архитектор К. Фельско).
- Дом № 5 — построен как жилой дом (1876, архитектор Г. Шель), в настоящее время здание посольства Великобритании[12].
- Дом № 7 — построен как жилой дом (1876, архитектор Г. Шель). В советское время в здании находился Дом культуры работников образования и науки («Дом учителя»)[2]. В настоящее время — здание посольства Швеции (вход с улицы Андрея Пумпура)[13].
- Дом № 9 — жилой дом (1885, архитектор К. Фельско)[14].
- Угловой жилой дом по ул. Элизабетес, 12 (1886, архитектор К. Фельско)[15].

Чётная сторона
- Дом № 2 — построен как жилой дом (1876, 1908, архитекторы Р. Пфлуг и П. Мандельштам). В 1920-е годы здесь располагалась канцелярия посольства США, в 1930-е годы — представительство Ватикана и посольство Японии. В советское время в здании находился городской ЗАГС и учреждения культуры[2]. В настоящее время в здании размещаются посольства Казахстана[16] и Южной Кореи[17].
- Угловой дом по ул. Андрея Пумпура, 5 (ранее имел адрес ул. Юра Алунана, 2а) — доходный дом купца М. В. Нестерова[18], 1906, архитекторы Кнут Васашерна и Густав Линдберг. Строительство велось под надзором А. Ванагса[19].
- Угловой жилой дом по ул. Андрея Пумпура, 6 (ранее имел адрес ул. Юра Алунана, 4). Построен в 1878—1879, архитектор К. Фельско[20].
- Дом № 6 — жилой дом (1879, архитектор К. Фельско). В 1940–1941 годах в этом доме жил латвийский государственный деятель Маргерс Скуениекс[2].
- Дом № 8 — жилой дом в стиле эклектики, повторяет архитектуру дома № 6.
- Угловой жилой дом по ул. Элизабетес, 14 (1931, архитектор Т. Хермановский[латыш.]).

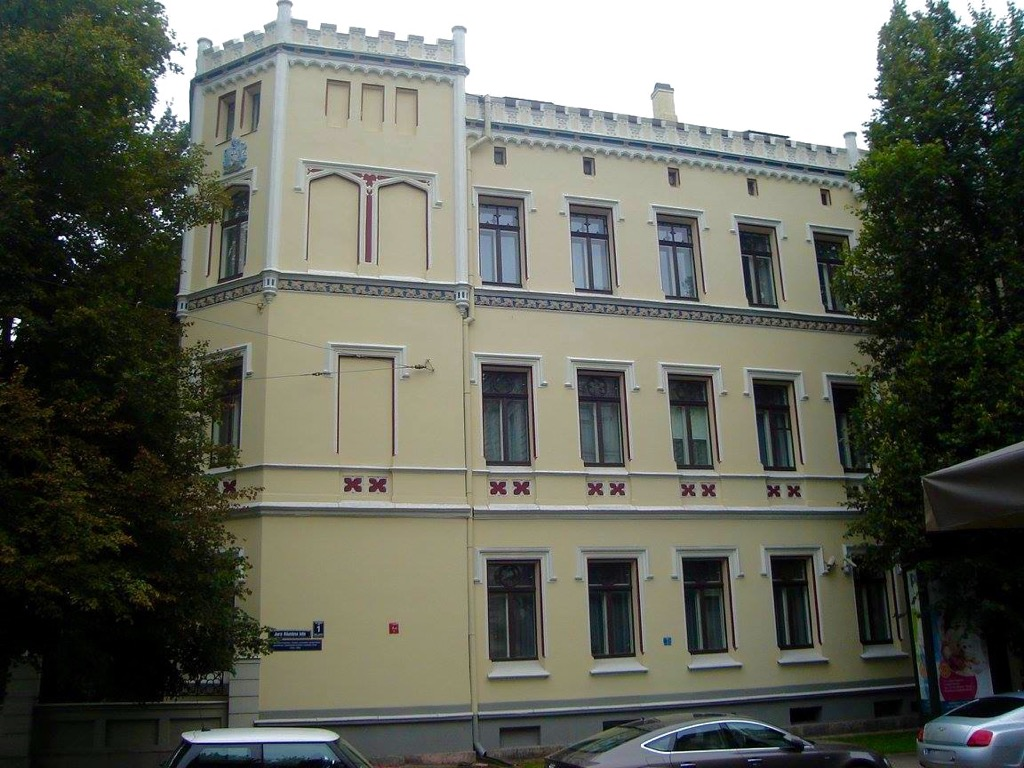
Дом № 1
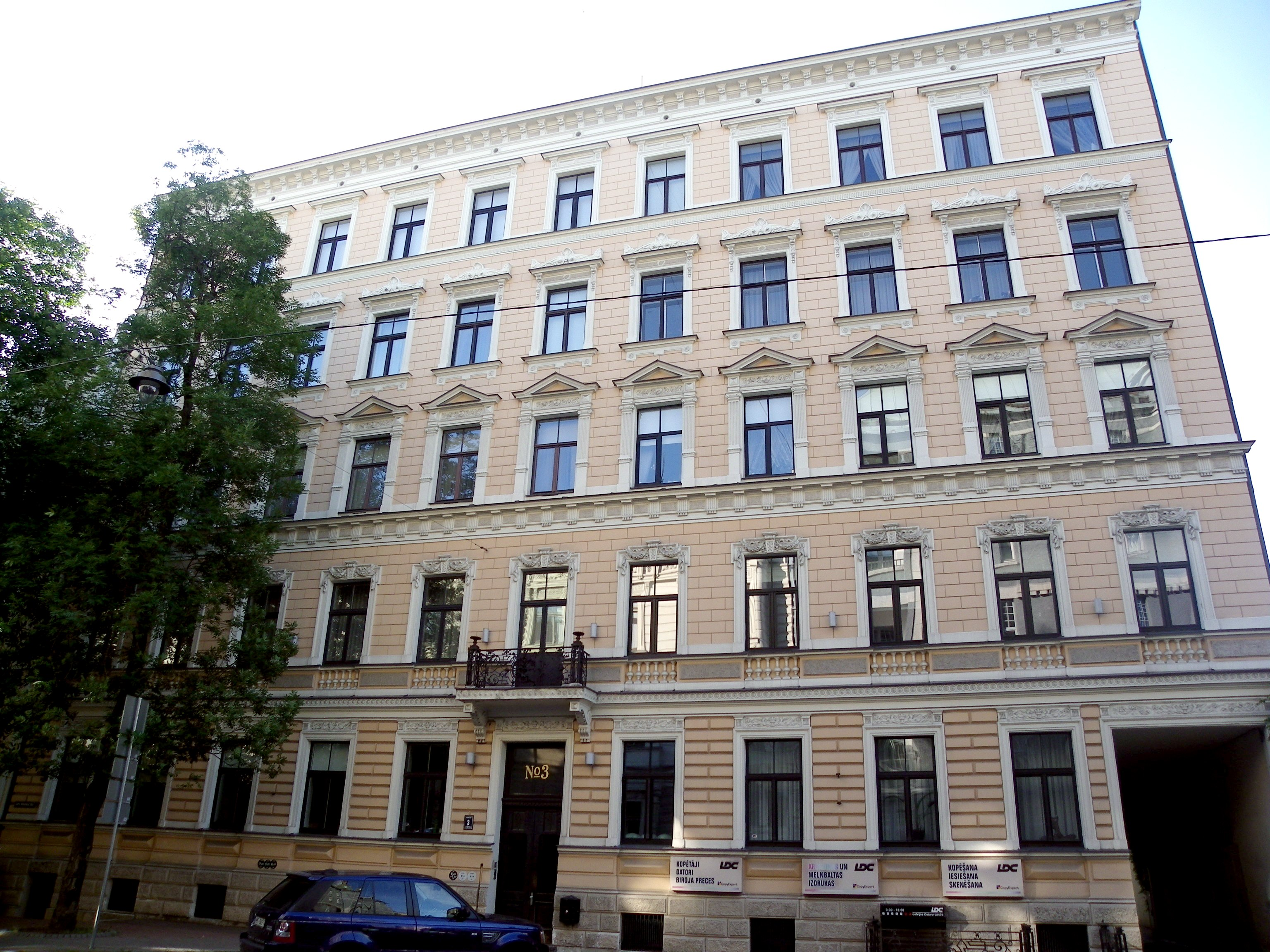
Дом № 3
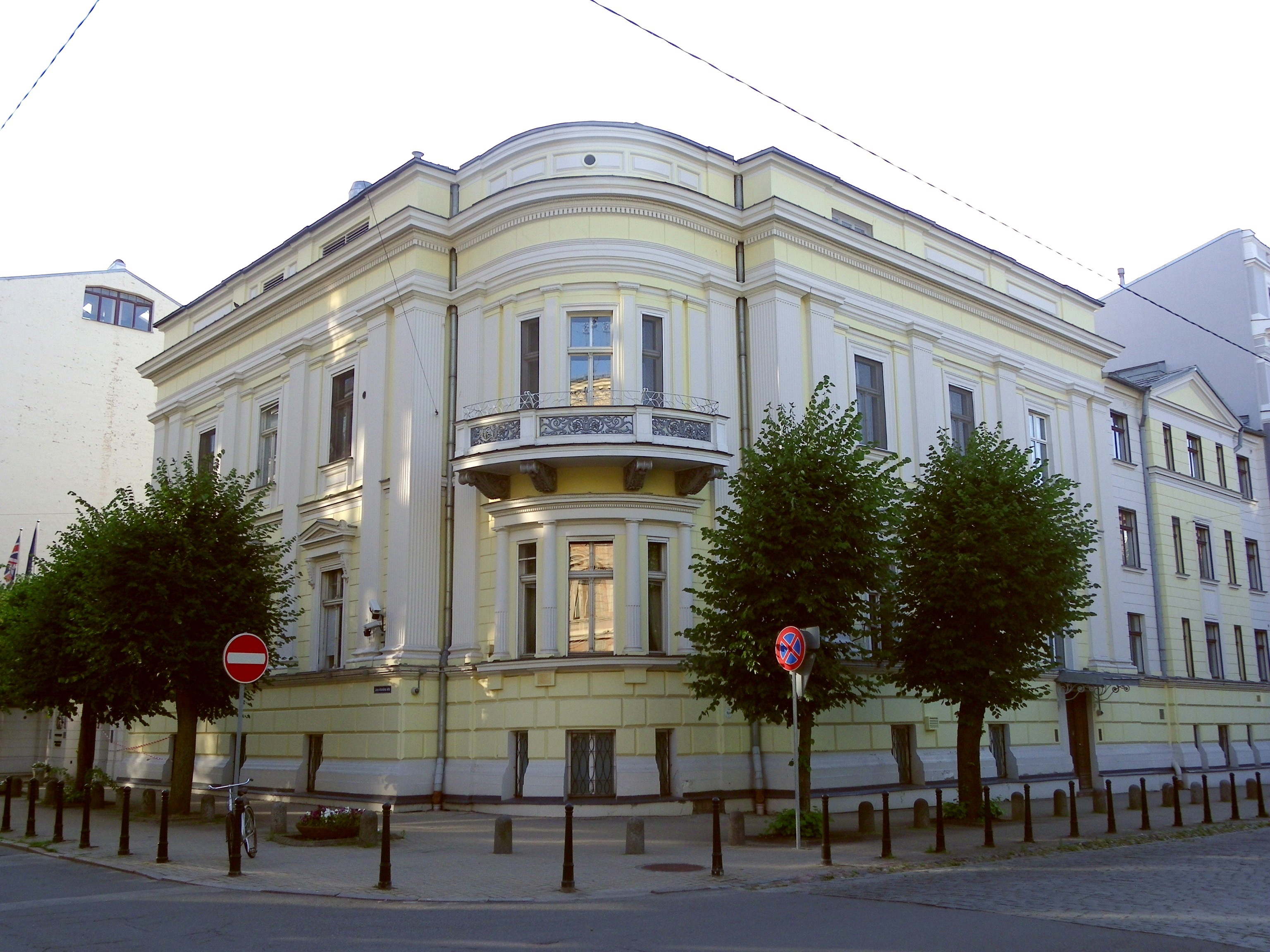
Дом № 5
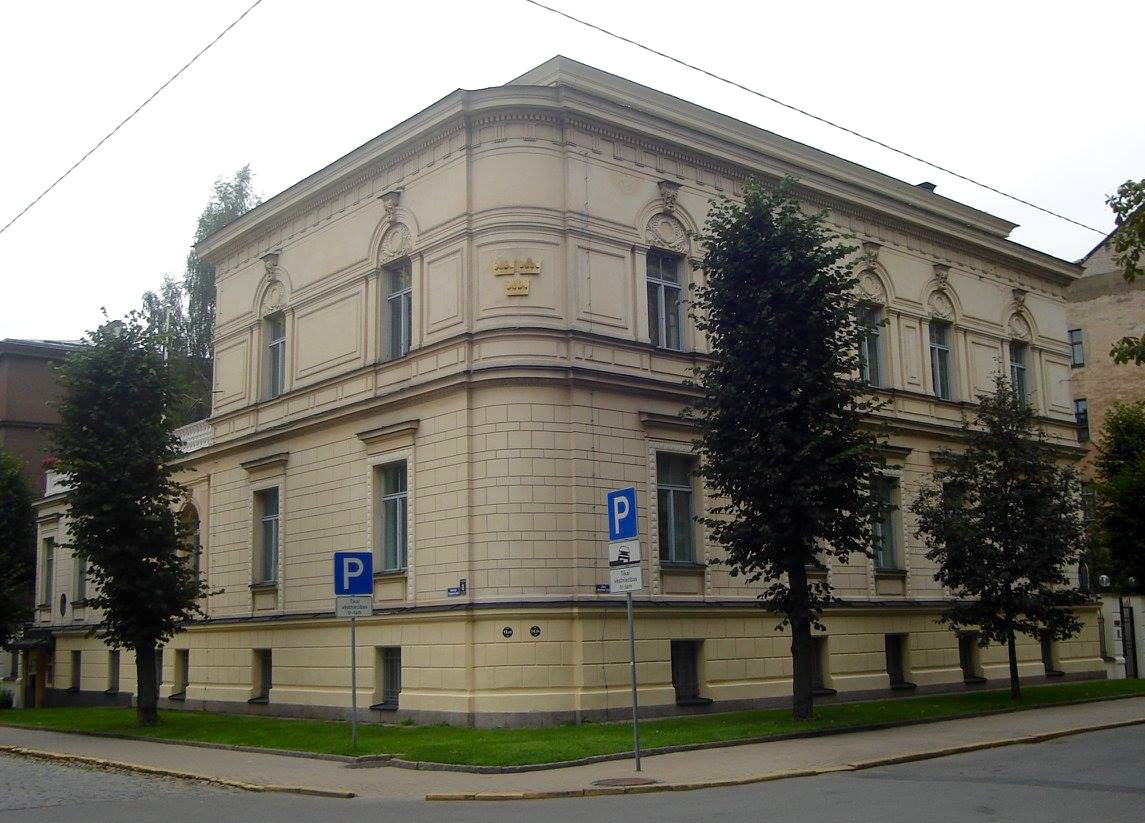
Дом № 7
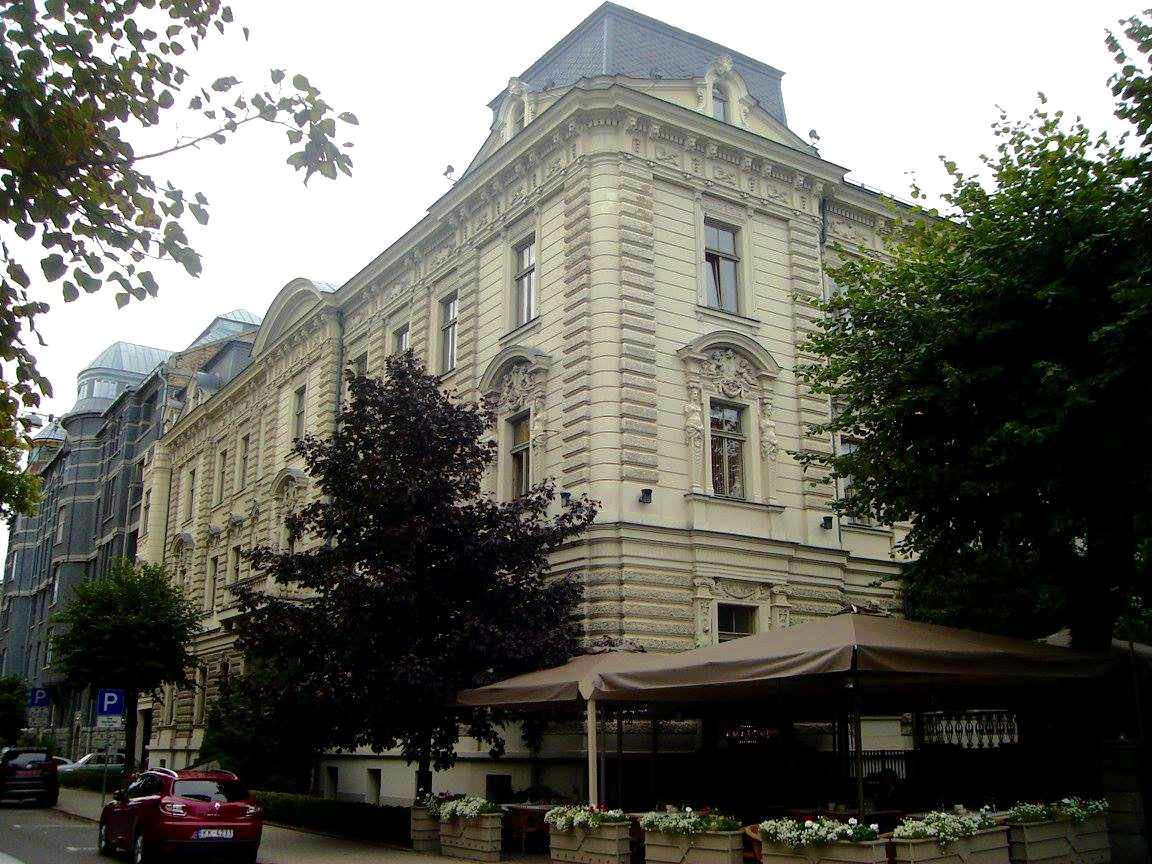
Дом № 2
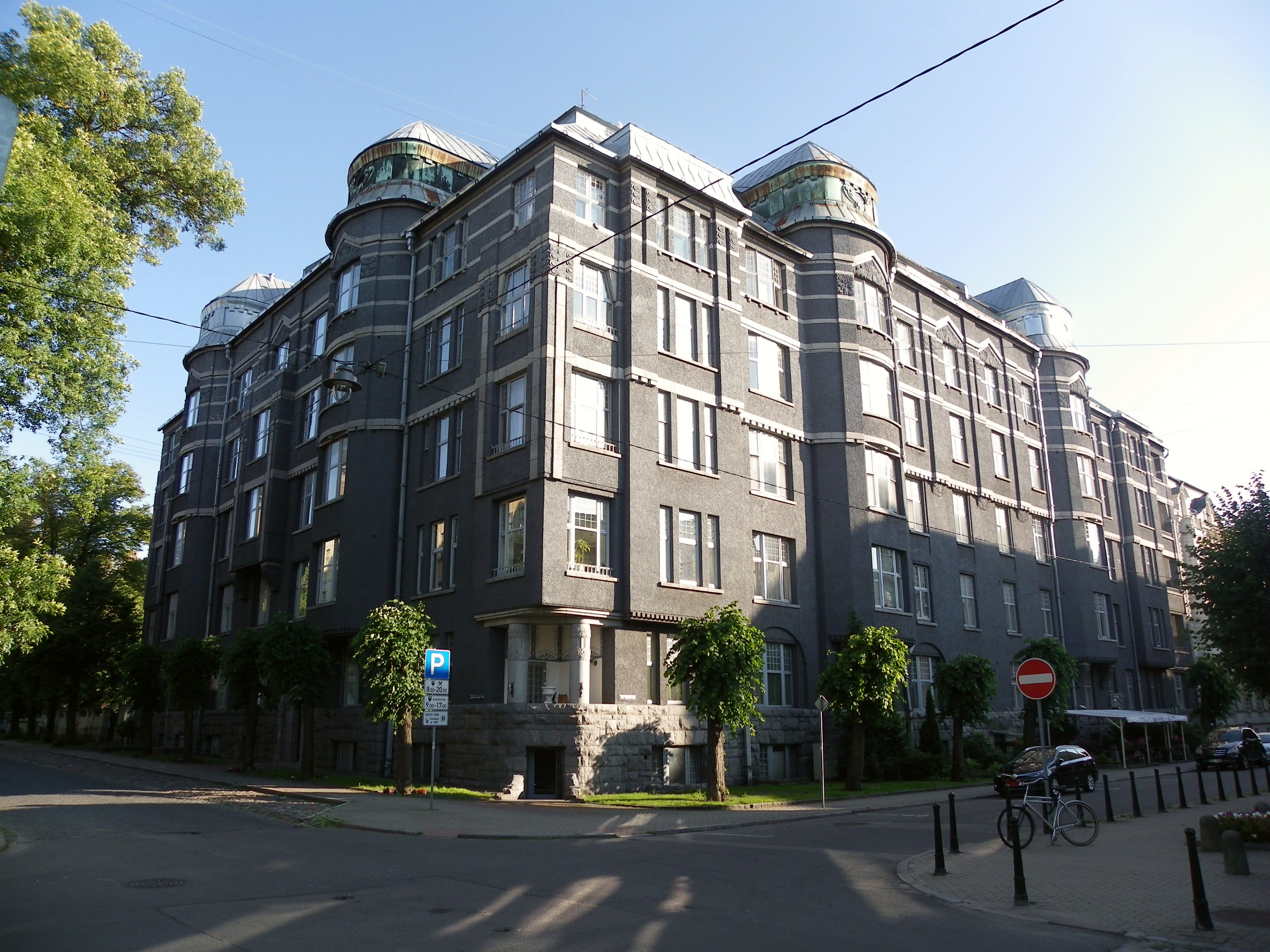
ул. Андрея Пумпура, 5
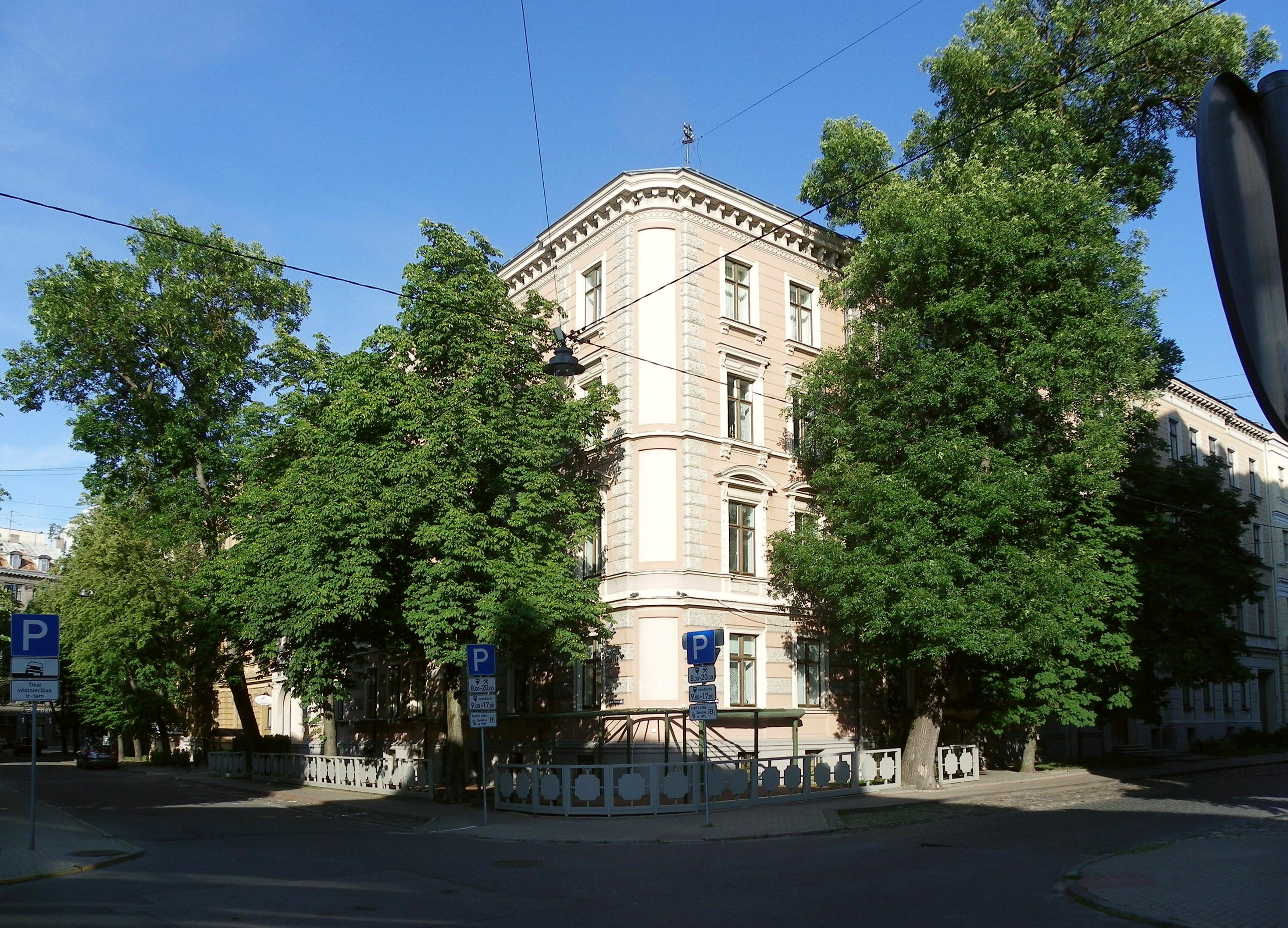
ул. Андрея Пумпура, 6
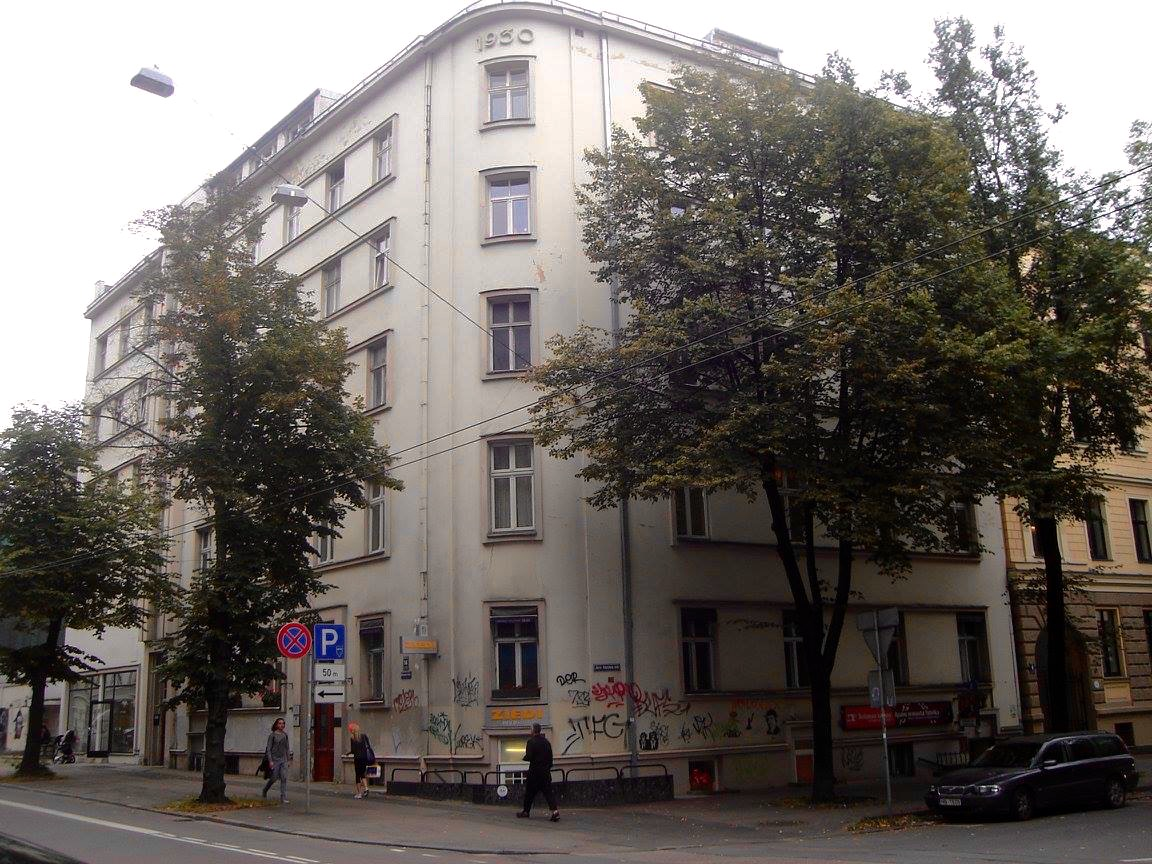
ул. Элизабетес, 14